# La marcia dei pinguini
La marcia dei pinguini (La Marche de l'empereur) è un documentario francese del 2005 diretto da Luc Jacquet.

## Trama
Il pinguino imperatore, un uccello che vive nelle regioni antartiche, deve migrare per diversi mesi in determinate zone per riprodursi e allevare i propri figli. La marcia dei pinguini segue da vicino il viaggio di una colonia e successivamente una coppia di pinguini che affronta diverse marce affinché il piccolo possa resistere al freddo e alla fame nel periodo dopo la sua nascita. Il film mostra le sofferenze dei pinguini durante la loro riproduzione, partendo dalla marcia che, al sopraggiungere dell'inverno, li porta dall'oceano all'interno della regione ghiacciata. Qui si formano le coppie che si riproducono, con la femmina che depone un uovo. Alcuni piccoli muoiono ancora nell'uovo, e ciò avviene quando la femmina, al momento di tornare all'oceano per prendere cibo per il piccolo, deve passare l'uovo al compagno; se sbaglia qualche passo della danza, l'uovo cade nel ghiaccio e si congela. A questo punto il padre cova l'uovo, mentre la madre torna all'oceano. Di ritorno, la femmina trova il giovane pinguino già nato (se sopravvissuto al freddo invernale) e lo nutre, mentre il padre deve tornare all'oceano per sfamarsi, dopo mesi di digiuno al gelo. Al ritorno, ormai in estate, trova la famiglia ad attenderlo, e prima di separarsi promette alla compagna che cercherà di ricongiungersi con lei l'inverno successivo, dopodiché tutti si separano e fanno la loro ultima marcia annuale di ritorno all'oceano ognuno per conto proprio, con gli adulti che ripeteranno le marce l'anno successivo, mentre i piccoli rimangono in mare per circa quattro anni, durante i quali non è chiaro dove vadano e cosa facciano, per poi ricomparire all'interno dei gruppi che prendono parte alle marce una volta diventati adulti.
Nei vari passaggi, inevitabilmente qualche esemplare soccombe a causa del grande freddo, della fame. Altri esemplari si perdono, rimangono indietro o non riescono ad accoppiarsi: considerato che la vita dei pinguini è una vita di gruppo, i pinguini rimasti soli sono destinati a morire congelati.

## Riconoscimenti
- 2006 - Premio Oscar
  - Miglior documentario
- 2006 - Eddie Award
  - Miglior documentario
- 2006 - Premio César
  - Miglior sonoro
- 2005 - National Board of Review
  - miglior documentario

## Adattamento italiano
Mentre nella versione in lingua inglese è stato scelto come narratore l'attore Morgan Freeman, celebre per la sua particolare voce, l'adattamento italiano del film è stato a cura di Fiorello, come unica voce narrante. Nel documentario originale però le voci erano tre: il pinguino maschio, il pinguino femmina e il cucciolo. Alcuni dei dialoghi così sono stati rimaneggiati.

## Sequel
Nel 2017 è stato prodotto dallo stesso regista La marcia dei pinguini - Il richiamo (L'Empereur), incentrato maggiormente sulla crescita del cucciolo di pinguino imperatore. In questo nuovo capitolo, la voce narrante è quella di Pif.